# Ensaimada de Mallorca

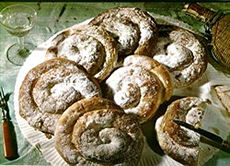
Ensaimadas individuales.

La ensaimada de Mallorca (del mallorquín ensaïmada) es un alimento de masa azucarada, fermentada y horneada, elaborada con harina de fuerza, agua, azúcar, huevos, masa madre y manteca de cerdo (en catalán saïm, de ahí el nombre). Es un producto de repostería de gran tradición en la isla, ya que desde muy antiguo y de forma continuada se elabora y consume en Mallorca.

## Historia
En el siglo XVII se encuentran las primeras referencias escritas sobre la ensaimada de Mallorca. En esta época, aunque el destino principal de la harina de trigo era la elaboración de pan, existen documentos en los que consta la elaboración de ensaimadas mallorquinas con motivo de fiestas y celebraciones. 
Las referencias históricas demuestran que la ensaimada de Mallorca forma parte del acervo cultural e histórico de Mallorca, constituyendo sin duda un referente en la repostería propia de la isla, que en el día de hoy conserva todas sus características tradicionales. La ensaimada de Mallorca es un producto típicamente artesano, siendo fundamental la experiencia del elaborador para conferir al producto sus características. En 1854 el empresario Garin abre una pastelería en la Puerta del Sol (Madrid) denominada La Mallorquina popularizando este dulce en la capital.
Actualmente, la ensaimada de Mallorca constituye el producto de repostería por excelencia con el que se identifica la Isla de Mallorca y cuenta con un gran reconocimiento social. En este sentido, la actividad turística desarrollada en la Isla ha permitido que este producto adquiriera un reconocimiento internacional. 
La ensaimada de Mallorca, a propuesta de la Asociación de Panaderos y Pasteleros de las Islas Baleares (Associació de Forners i Pastissers de les Illes Balears) obtuvo su protección como Denominación Específica en el año 1996 y en abril de 2003. El gobierno de las Islas Baleares aprobó el Reglamento, actualmente vigente, que la reconoce como Indicación Geográfica Protegida.

## Tipos
En función de la presencia de relleno, se distinguen dos tipos de ensaimada protegida por la Indicación Geográfica Protegida "Ensaimada de Mallorca": 
- Ensaimada de Mallorca: denominación que hace referencia a que no lleva ningún tipo de relleno. Popularmente denominada como "lisa".
- Ensaimada de Mallorca de cabello de ángel: rellena de cabello de ángel.

Ambos tipos de ensaimada, opcionalmente y una vez elaborados, se pueden espolvorear con azúcar en polvo. También existen otras variantes, no amparadas directamente por la Indicación Geográfica Protegida:
- De nata: rellena de nata montada y azucarada, que debe conservarse refrigerada (para garantizar que la nata se mantenga en condiciones óptimas).
- De crema: rellena de crema pastelera.
- De crema quemada: rellena de crema pastelera, que se quema para conseguir un efecto caramelizado.
- De tallades: se trata de una ensaimada que, en lugar de ir rellena, lleva sobrasada y calabazate encima de la propia ensaimada (incrustada en la masa) y es costumbre consumirla en las fiestas de Carnaval o los últimos días que preceden a la Cuaresma.
- De chocolate: rellena de crema de cacao.
- "Entrunyellada o entorcillada":[3] Igual que la ensaimada pero con el cordón trenzado. Este tipo fue bastante extendido, aunque a día de hoy es difícil encontrar hornos que la preparen.

A pesar de que las variedades más típicas son la "lisa" (que es como se denomina a la que no va rellena de nada) y la de cabello de ángel, el resto de las indicadas anteriormente son igualmente consumidas en la isla. Además, existen multitud de variantes, no tan habituales, que surgen del ingenio de los pasteleros: rellena de almendra, rellena de nata montada y chocolate, y toda clase de rellenos. También es muy típica una ensaimada individual (20 cm de diámetro) cubierta de crema pastelera.

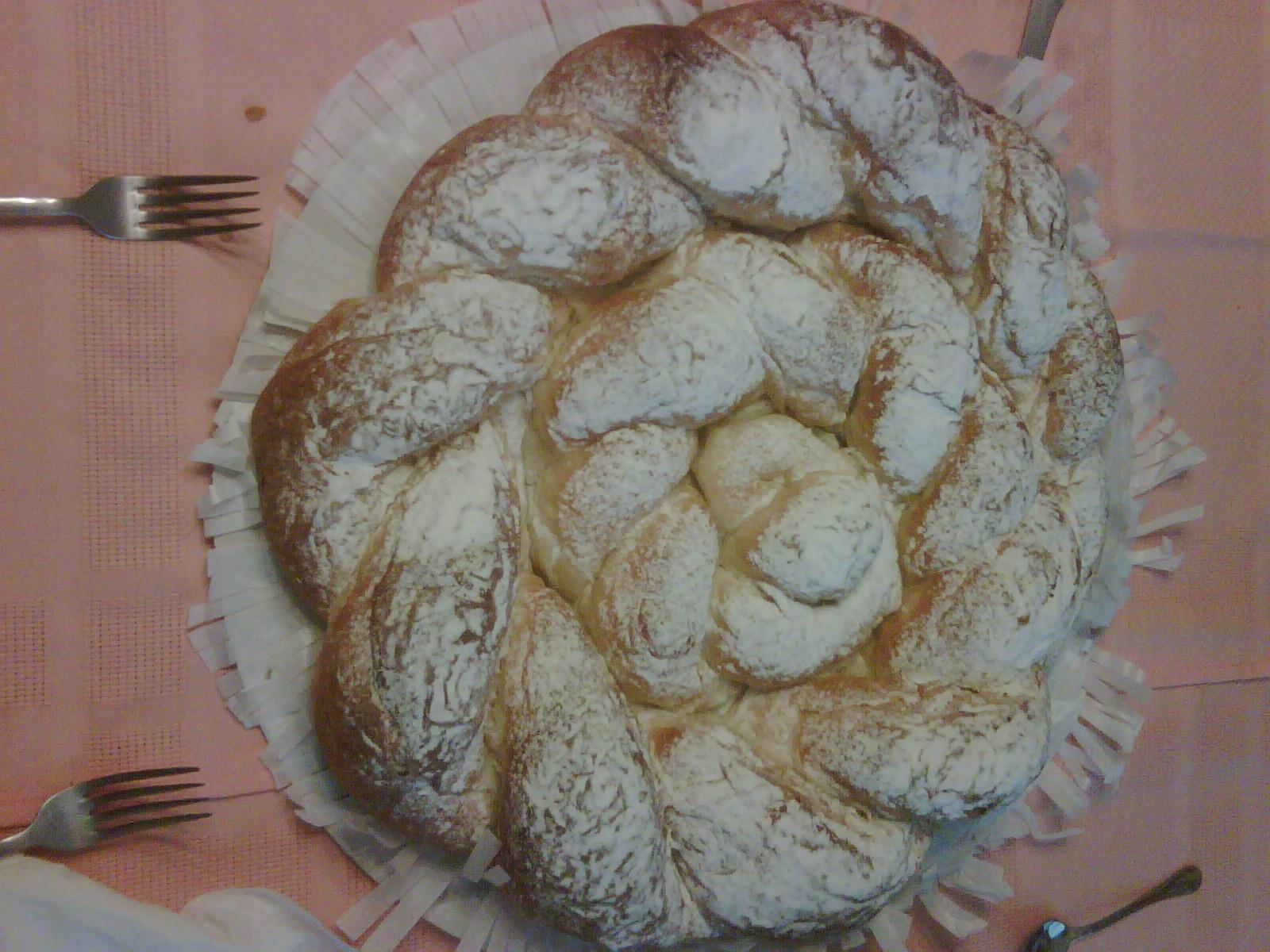
Ensaïmada entrunyellada

## Control
Los envases en los que se comercializan ensaimadas amparadas por la Indicación Geográfica Protegida van provistos de un precinto de garantía y/o contraetiqueta del Consejo Regulador, numerado y expedido por este. Tradicionalmente, son de forma octogonal y fabricados de cartón.

## Variantes
En Menorca se consume la "coca bamba" o "coca de Sant Joan" tradicionalmente consumida durante las fiestas patronales acompañada de chocolate a la taza.
Los inmigrantes mallorquines y baleares en general han hecho común la ensaimada en Argentina siendo en este país consumida casi como una factura. La ensaimada de Argentina, si bien guarda evidentemente sus nexos con la mallorquina, puede tener especiados algo diversos (anís e incluso sésamo, etc). La ciudad de San Pedro ha sido declarada la Capital Nacional de la Ensaimada Argentina y en este lugar pueden conseguirse en varias confiterías, también es un dulce típico del partido de Pergamino y Ramallo.
En Puerto Rico la ensaimada es conocida como "mallorca", de hecho el nombre de ensaimada es completamente desconocido. Debido a la gran inmigración de ciudadanos de las Baleares a Puerto Rico, muchas costumbres se incorporaron a la cultura puertorriqueña y aún perduran. Las "mallorcas" (ensaimadas) se pueden conseguir en todas las panaderías y reposterías y es probablemente uno de los desayunos más comunes. Distinto a las ensaimadas de Mallorca, no acostumbran a ser rellenadas con dulces. Se consumen con azúcar en polvo, se tuestan a la plancha y se hacen emparedados de jamón y queso dentro de las "mallorcas" (ensaimada). También se pueden conseguir en ciudades de EE. UU. con alta concentración de puertorriqueños como lo son Nueva York, Orlando, Miami y otras.
En el Perú el nombre varía por "encimada" y es muy conocida y consumida. Se vende en todas las panaderías.